# Lošonský háj
Lošonský háj je přírodní rezervace v katastrálním území obce Horné Orešany v okrese Trnava v Trnavském kraji na Slovensku. Území bylo vyhlášeno v roce 1984 a jeho rozloha je 24,26 hektaru. Předmětem ochrany jsou zachovalá lesní společenstva na rozhraní bukodubového a dubobukového vegetačního stupně.